# Onthophagus distichus
Onthophagus distichus är en skalbaggsart som beskrevs av Johannes Rudolf Roth 1851. Onthophagus distichus ingår i släktet Onthophagus och familjen bladhorningar. Inga underarter finns listade i Catalogue of Life.